# 法蓮
法蓮（ほうれん、生没年不詳）は、飛鳥時代から奈良時代にかけての僧。

## 経歴
宇佐神宮の神宮寺であった弥勒寺の初代別当。英彦山や国東六郷満山で修行したという修験者的な人物でもある。宝亀8年（777年）に託宣によって八幡神が出家受戒（これにより八幡大菩薩の称号を得る）した際にはその戒師を務めた。大分県宇佐市近辺にいくつもの史跡・伝承を残している。
医薬に長けていたとされており、『続日本紀』によると、その功績で大宝3年（703年）9月に豊前国の野40町を賜った。養老5年（721年）6月には、その親族に宇佐君姓が与えられた。このような事績から、『日本書紀』に見られる豊国奇巫や豊国法師との関連、そして記紀に見られる仏教公伝・仏教私伝以前に北部九州へ仏教が伝来していた可能性を指摘する説もある。法蓮は九州の山中に修行し、独自に得度して僧となり、山中に岩屋を構え、独特の巫術で医療をおこなっていた。『八幡宇佐宮御託宣集』『彦山流記』『豊鐘善鳴録』などでは、法蓮は山岳修験の霊場彦山と宇佐八幡神の仲介をした人物とされている。こうしたことから法蓮を彦山を中心に活動した山岳仏教の祖とする多くの伝承が生れた。一方、法蓮は用明天皇の病気治療のため入内した豊国法師、あるいは雄略天皇不予の際に入内したとされる豊国奇巫の系譜を引く人物であったとする見解がある。つまり豊前地方には、畿内にさきがけて独自の仏教文化が栄え、こうした巫術的な医術を駆使する巫僧集団が活動しており、法蓮の医術もその系譜を引くものであり、このような巫術的医術ゆえに褒賞を受けた。

## 関連する寺社・史跡等
- 弥勒寺（大分県宇佐市） - 宇佐神宮の神宮寺。法蓮はこの初代別当とされる。明治の廃仏毀釈により廃寺。
- 虚空蔵寺（大分県宇佐市山本） - 大分県宇佐市内にあった古代寺院。法蓮による開基。国分寺建立以前の新羅様式による瓦等が出土している。
- 鷹栖観音堂（大分県宇佐市山本） - 虚空蔵寺と同じく宇佐市内にある、法蓮が開基となった鷹栖山観音寺（大分県宇佐市上拝田）の奥の院。懸造。地元の拝田・山本地区民によって祭祀が続けられている。後述の英彦山の由来を記した「彦山縁起」にも記載があるという。
- 和尚山（大分県宇佐市上拝田） - 鷹栖観音の東に位置する山。かしょうざんと訓む。法蓮が修行したことに由来する山名。山上には法蓮が座禅したとされる岩（座禅石）が残る。なお、化生山と書かれた文献もある。
- 妙見山（大分県宇佐市院内町香下） - 和尚山の南西に隣接する山。和尚山で修行中の法蓮が妙見菩薩を感得し山上に祀ったことに由来する。
- 香下神社（宇佐市院内町香下） - 妙見山上に妙見嶽城が築かれたため、山上にあった妙見社を麓に移したことに由来する神社。
- 高並神社（大分県宇佐市院内町下船木） - 百社宮とも。蒐道大明神の神託をうけて法蓮が開基したという。
- 巌洞山久福寺（大分県中津市耶馬溪町平田） - 法蓮開基の寺院。背後の山中に、懸造の観音堂を祀る。
- 八面山（大分県中津市三光） - 法蓮が修行したとされる山の一つ。山中にある八面山神護寺（現在は真言宗）は法蓮による開基。
- 英彦山（福岡県田川郡添田町～大分県中津市山国町） - 法蓮が中興した修験道の三大聖地の一つ。現在も英彦山中にある中宮は宇佐から来たとされている。天台宗別格本山霊仙寺（現在の英彦山神宮は法蓮による開基。
- 六郷満山（大分県国東半島一帯） - 仁聞によって開かれた修験道の山寺郡であるが、一説では法蓮と弟子達（弟子達の名前は一致する）によって開かれたとも言われる。この説に従えば、仁聞と法蓮は同一人物ということになる。
- 小坂不動尊（宇佐市院内町小坂） - 法蓮と同一人物ともされる仁聞の作と伝承される不動明王像を祀る。堂舎は懸造。ちなみに宇佐神宮弥勒寺における法蓮以降の別当が住した坊舎の名前は小坂坊であった。